# Disneyland Railroad
Pour les articles homonymes, voir Disneyland Railroad (Paris).
Le Disneyland Railroad est un chemin de fer à vapeur encerclant le parc à thèmes  Disneyland. Connu sous le nom de Disneyland & Santa Fe Railroad de 1955 à 1974, il était sponsorisé par la société de chemin de fer Atchison, Topeka and Santa Fe Railway. Il a pris son nouveau nom le 1er octobre 1974.

## Une passion pour les trains

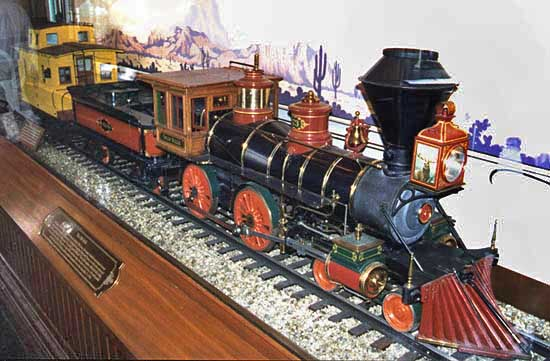
Maquette du Lilly Belle

Ce train, présent dès les premières esquisses du projet du parc Disneyland s'inspire de la passion de Walt Disney pour les trains  et fait suite au Carolwood Pacific Railroad, le train miniature privé de Walt, et au Grizzly Flats Railroad de Ward Kimball. Cette passion découle d'un conseil médical donné en 1946 de trouver un loisir pour réduire la pression professionnelle, une heure ou deux par jour. Peu après Walt imagine installé un train au sein des studios et propose de récupérer des locomotives utilisées à la Pan American Fair de San Francisco en 1915 et récupérées par un habitant de Los Gatos.
Le Disneyland Railroad peut être assimilé à une compagnie de chemin de fer qui n'exploite qu'une seule ligne mais plusieurs trains. 
Elle doit son existence à la Carolwood Pacific Railroad et elle a donné naissance à d'autres « compagnies » dans les parcs Disney :
- Walt Disney World Railroad au Magic Kingdom ;
- Disney's Wildlife Express à Disney's Animal Kingdom ;
- Disney's Fort Wilderness Railroad fermé en 1977 ;
- Western River Railroad à Tokyo Disneyland ;
- Disneyland Paris Railroad au Parc Disneyland ;
- Hong Kong Disneyland Railroad à Hong Kong Disneyland.

## Le train
Basé sur un empattement de trois pieds, le plus couramment utilisé en Amérique du Nord, le chemin de fer est formé d'une boucle continue tournant autour du parc, bien qu'il existe une voie de garage amenant aux ateliers. Toutes les locomotives de Disneyland roulent au diesel, qui est moins polluant et moins cher que le charbon, le bois ou le très lourd « Bunker C » le carburant normalement utilisé pour les locomotives à vapeur.
Entre 1955 et 1956, différents trains circulaient sur la voie. L'un était un train de fret, simplement nommé Freight Train, constitué de wagon fermés de marchandises et à bestiaux mais ils ont été convertis en wagon ouverts avec sièges pour passagers comme les autres trains
.
 Cette attraction a ouvert avec le parc Disneyland, c'est une attraction du Disneyland d'origine

### La voie
Les rails utilisent un gabarit de voie étroite de 3 pieds (0,914 mètre).
À l'ouverture, deux trains pouvaient être utilisés sur la voie, roulant en sens opposé. Une voie de croisement avait été incluse au niveau de la station de Main Street et l'un des trains devait attendre le passage de l'autre pour continuer. Plus tard, pour des raisons de sécurité et afin de pouvoir utiliser plus de deux trains, la ligne fut changée afin que les trains en service normal parcourent les voies dans une seule direction dans le sens des aiguilles d'une montre. La voie de croisement a été déconnectée et est actuellement utilisée pour exposer une draisine à mains. L'ajout en 1958 du diorama Grand Canyon sur 35 m., puis de Primeval World en 1966 (conçue pour la foire de New York 64-65) a nécessité un changement du matériel roulant; au lieu de faire face vers l'avant, les bancs des nouveaux wagons plats sont tournés vers droite pour que le diorama puisse être mieux apprécié par les passagers. Cinq wagons d'observation ouverts, couverts de claire-voie avec des sièges orientés vers l'avant et datant de l'ouverture du parc, ont été remis en service en 2004 après une restauration de trois ans.
Un autre détail datant de l'ouverture du parc est visible depuis le chemin de fer. Quand le train passe derrière It's a Small World l'attraction de Fantasyland, il croise une voie d'accès qui est protégée par deux signaux miniatures de croisement appelé wigwag. La  Santa Fe avait offert ces signaux de croisement grandeur nature, mais Disney les aurait refusés car leur échelle n'est pas proportionnée avec celle du train. Des répliques miniatures ont été conçues et construites par les ateliers de San Bernardino de la Santa Fe Railroad comme cadeau pour Disneyland. Ils fonctionnent avec des moteurs d'essuie-glace d'automobiles.
En 1969 l'installation et l'ouverture de Haunted Mansion dans le New Orleans Square a conduit à un réalignement mineur de la voie principale car le nouveau bâtiment aurait empiété sur le ballast. Les attractions construites plus tard furent toutes conçues pour éviter que des travaux sur le train ne soient nécessaires, et n'interrompent le service. Ainsi Splash Mountain enjambe les voies et Indiana Jones Adventure passent dessous.
Le chemin de fer a quand même été fermé entre janvier et mars 2005 pour une rénovation complète de trois mois (incluant la rénovation du ballast) pour le 50e anniversaire du parc. C'est la plus longue fermeture du chemin de fer dans l'histoire du parc. Une cérémonie fut donnée le 17 mars 2005 pour la réouverture, l'ajout du cinquième train et une dédicace fut faite à Ollie Johnston. Le 28 juillet 2017, après 18 mois de fermeture pour construire Star Wars: Galaxy's Edge, les attractions Rivers of America et Disneyland Railroad rouvrent avec un nouveau paysage et un premier virage à gauche pour la voie de chemin de fer circulaire.
Selon les propres estimations de Disneyland, les trains font plus de 13 000 tours autour du parc par an.

### Les locomotives
La Walt Disney Company construisit les deux locomotives originales dans ses propres ateliers de Burbank sous la supervision de Roger E. Broggie et les nomma d'après les fondateurs du sponsor Atchison, Topeka and Santa Fe Railway. Elles sont conçues d'après la Lilly Belle, un train à vapeur miniature que Broggie avait fait pour le Carolwood Pacific Railroad du jardin de Walt. Ce sont des reproductions du style classique American 4-4-0s "Wild West", mais construit à une échelle plus grande de 3/5e.

Deux locomotives supplémentaires furent achetées, car c'est actuellement moins cher que d'en construire de nouvelles et que de nombreuses lignes à voie étroite ont fermée et revendent leurs équipements. Toutes reçurent une rénovation complète avant d'intégrer le service en 1958 et 1959, y compris de nouvelles chaudières.
Sources : Disneyland: An Imagineer's-Eye Tour

#### N. 1C.K. Holliday
C'est la Locomotive No. 1 construite au Walt Disney Studio en 1954; fut mise en service à Disneyland le jour de l'ouverture en 1955. Nommé d'après Cyrus Kurtz Holliday, fondateur du Santa Fe Railroad en 1859. Le train N. 2 C.K. Holliday du Disneyland Railroad parisien porte aussi ce nom.

Le train No. 1 possède une grande cheminée pour le bois à bruler appelé « ballon » et un grand chasse-corps pointu (chasse-vaches ou chasse-pierres).

#### N. 2E.P Ripley
Locomotive No. 2:  construite au Walt Disney Studio en 1954; fut mise en service à Disneyland le jour de l'ouverture en 1955. Nommé d'après Edward Payson Ripley un des premiers présidents de ATSF après la réorganisation de l'entreprise en 1895. 

Le train No. 2 possède quant à lui une cheminée étroite et un petit chasse-corps courant pour les locomotives à charbon de la côte Est.

#### N. 3Fred Gurley
Locomotive No. 3: construite par Baldwin Locomotive Works en 1894; fut mise en service à Disneyland le 28 mars 1958. Nommé d'après le président-directeur général d'alors de ATSF.

La locomotive No. 3 est une Forney 2-4-4T, un type de locomotive-tender construite en 1894 pour une plantation de canne à sucre de Louisiane. Elle fut achetée 1 300 $ en état de marche et 35 000 $ de plus furent dépensés pour sa restauration. C'est la plus vieille locomotive en service dans tous les parcs Disney.

#### N. 4Ernest S. Marsh
Locomotive No. 4: construite par Baldwin Locomotive Works en 1925, donc un modèle plus récent que les autres; fut mise en service à Disneyland le 25 juillet 1959. Nommé d'après le président d'alors de la Santa Fe, la Marsh servait à l'origine dans une scierie, la Raritan River Sand Company dans le New Jersey.

#### N. 5Ward Kimball
Locomotive No. 5:  construite par Baldwin Locomotive Works en 1902 pour une plantation de Louisiane. Elle est nommée d'après le célèbre animateur Ward Kimball, l'un des Neuf Sages, (Nine Old Men) et fut mise en service en 2005.

En 1999 Disney acheta la locomotive hors service Maud L du parc de loisirs de Cedar Point situé à Sandusky dans l'Ohio. Ils l'amenèrent en 2004 dans les ateliers de Boschan Boiler and Restorations dans le sud de la Californie afin de la restaurer et de la transformer en une locomotive du Disneyland Railroad. Cette locomotive en tête du train No. 5 est la première à être ajoutée depuis 1959. Elle est entrée en service permanent le 25 juin 2005.

#### N. -Marie E.
La Marie E. est la locomotive achetée et rénovée par Olly Johnston pour son propre plaisir. Il la vendit en 2004 à John Lasseter. Cette locomotive ne fonctionna qu'une seule fois sur le circuit du Disneyland Railroad en 2005 lors d'une cérémonie donnée par Lasseter en l'honneur d'Olly Johnston, la locomotive et le tour de circuit ayant été le cadeau-surprise.

### Les gares
La boucle originelle de 2,5 km s'arrêtait seulement à Main Street USA et Frontierland. Mais maintenant elle s'arrête aussi à Mickey's Toontown et Tomorrowland.

#### Main Street

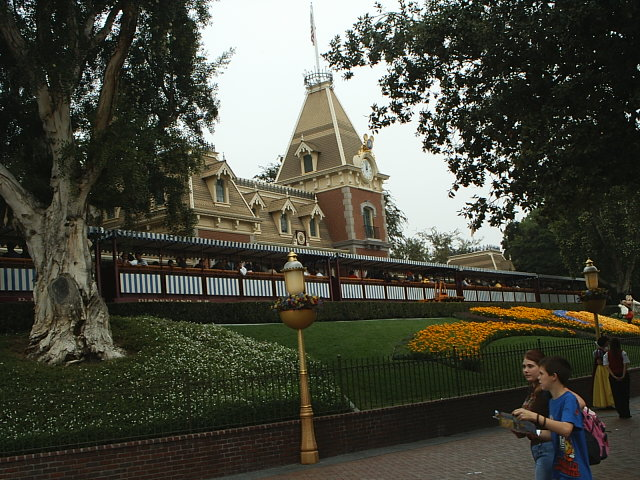
Gare de Main Street

La gare de Main Street, Main Street Station est sur le même thème que le reste du pays, une architecture début du XXe siècle. Cette gare est le premier bâtiment vu par les visiteurs à leur entrée dans le parc. Un panneau sur le toit indique comme les villes avaient l'habitude de le faire à l'époque l'altitude par rapport à la mer, ici 46 mètres, et la population qui correspond à peu près au nombre de visiteurs ayant franchi les portes du parc depuis son ouverture. Ce nombre est actuellement de plus de 500 millions.

Une draisine à main est en permanence présentée devant la gare sur une voie « désaffectée ». Il fut donné à Walt Disney à l'époque de l'ouverture par son fabricant Kalamazoo Manufacturing.

#### Frontierland-New Orleans Square

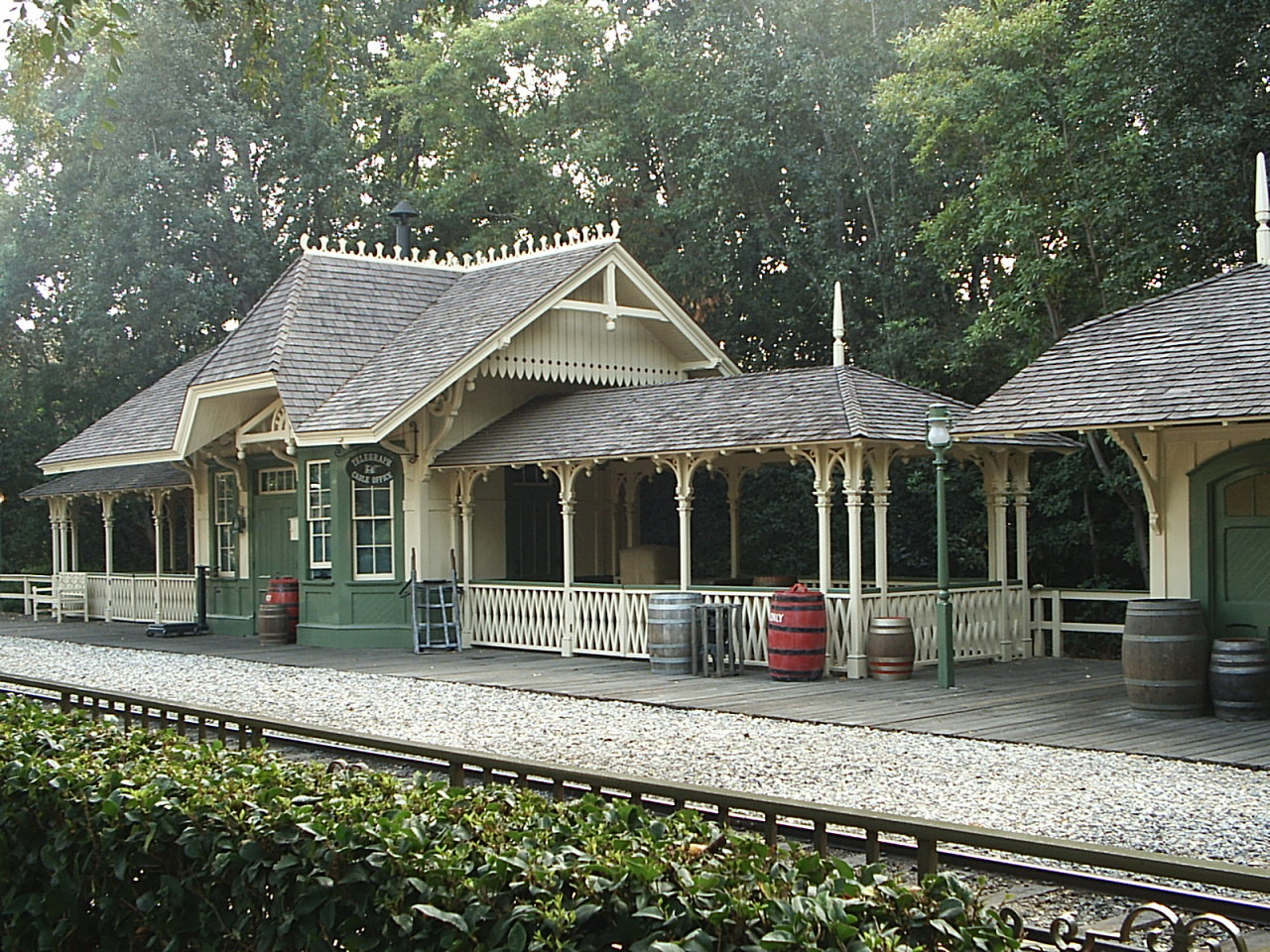
Gare de New Orleans Square.

La gare fut pendant un court moment le Frontierland Depot. Elle est maintenant depuis 1966 celle de New Orleans Square. Cette gare est un quai dont le toit est d'un style similaire à celui de Main Street Station.
Un bâtiment de l'autre côté des voies servait de quai. Il fut supprimé du service en 1962 et est maintenant surtout un élément de décoration. Un son de télégraphe peut être entendu provenant du bâtiment, il utilise le code ferroviaire actuel et répète les deux premières phrases du discours de Walt Disney pour l'ouverture en 1955.

#### Fantasyland-Toontown
La gare originale de Fantasyland, la Fantasyland Station fut ajoutée en 1956 afin de desservir ce pays, mais elle dut être déplacée en 1966 afin de construire l'attraction It's a Small World. Elle fut renommée le 30 juin 1988 Videopolis Station avec l'ouverture du Videopolis Pavillion, une salle de spectacle.
La gare de Fantasyland fut re-thématisée et rouverte le 25 novembre 1992 dans un style cartoon pour s'accorder avec le nouveau pays ouvert le 1er janvier 1993 Mickey's Toontown. Elle s'appelle depuis Toowntown Depot.

#### Tomorrowland
La gare de Tomorrowland, ouverte en 1958, a une architecture « googie »  et était à l'origine de couleur bleu clair (les panneaux de sortie sont toujours bleu et blanc), mais a été repeinte en cuivre, brun et orange en 1998 pour correspondre au Nouveau Tomorrowland. Fermée à présent pour rénovation, la gare doit être repeinte à nouveau en blanc et bleu, comme le reste de Tomorrowland dans un style blanc et bleu argenté et rouvrir durant le 50e anniversaire.

### Le "paysage"
Le train fait le tour du parc en environ 18 minutes et permet de voir le paysage créé pour chaque pays. À Frontierland il est possible de voir la tribu des indiens Pinewood.
Le 31 mars 1958, le Grand Canyon Diorama ouvre dans ce qui était un long tunnel au travers des coulisses cachant principalement le Old Administration Building. Le diorama, qui comprend les seuls animaux empaillés du parc, est le plus long du monde. Peint sur un morceau simple de toile sans couture, le fond du diorama mesure 102 mètres de long, 11 mètres de haut et a nécessité 1100 litres de peinture. Le coût fut de 367 000 $ et prit plus de  80 000 heures de travail. Le thème principal On The Trail (sur la piste) tiré de la Grand Canyon Suite de Ferde Grofé est sifflé par le système audio du train quand il entre dans le diorama.
Le 1er juillet 1966, le diorama fut étendu avec l'inauguration une section préhistorique Primeval World déménagée depuis l'attraction Magic Skyway de Ford à la Foire internationale de New York 1964-1965. Le nom du diorama devint le « Grand Canyon/Primeval World ». Les deux scènes les plus célèbres sont le brontosaurus mangeant de l'herbe et le tyrannosaurus rex attaquant un stegosaurus. L'attraction de New York contenait des scènes avec des hommes des cavernes mais ils ne furent pas intégrés à la version de Disneyland.
La section Primeval World a été reproduite à Tokyo Disneyland : Western River Railroad.
La section du Grand Canyon a elle été reproduite au Parc Disneyland.